# Magiares negros

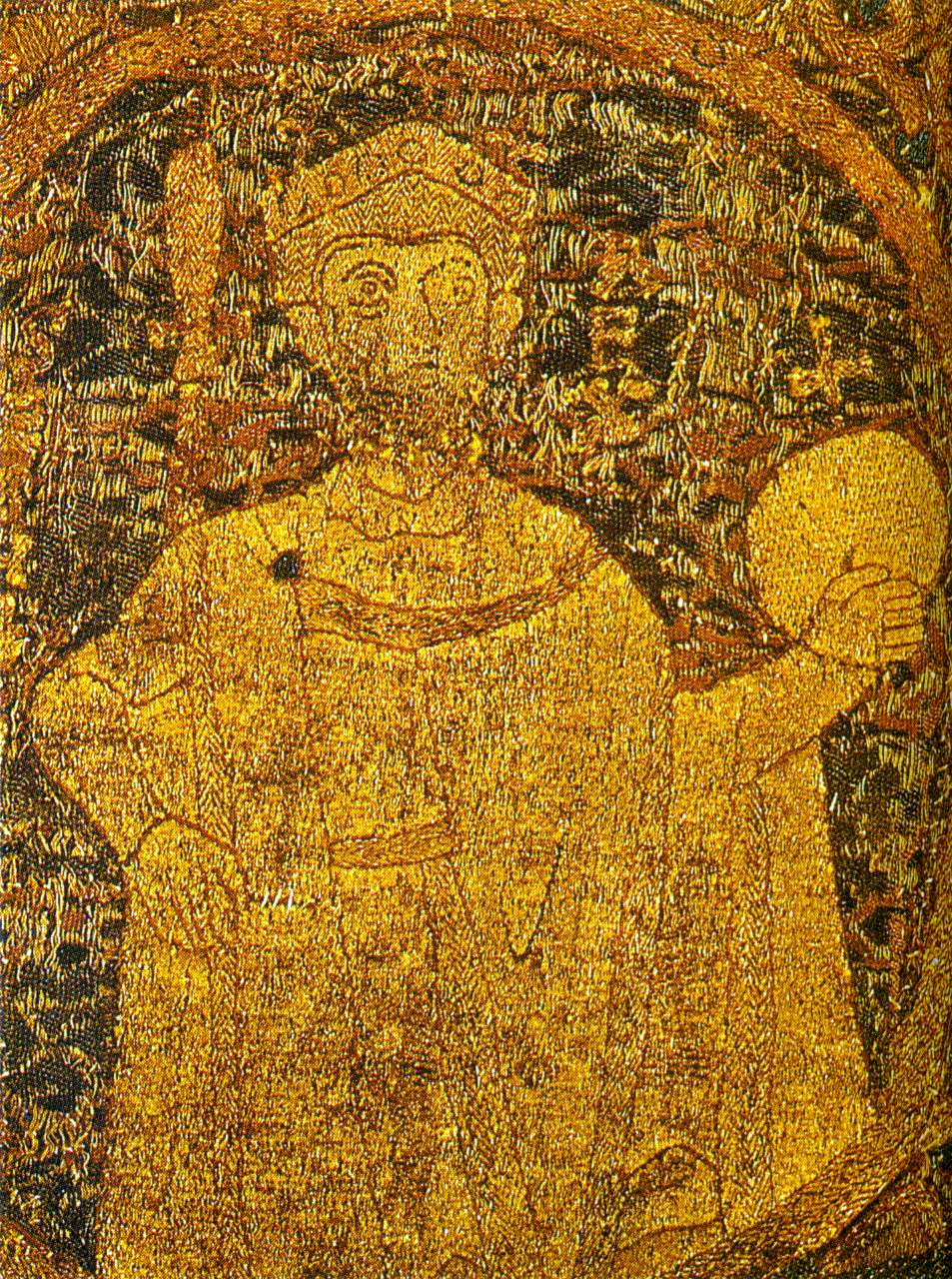
Representación del rey Esteban I de Hungría

Los magiares negros (latín: Ungri Nigri) era un grupo semiindependiente de los magiares antes y tras la conquista húngara de la llanura Panónica a finales del siglo IX. Las tribus nómadas asignaban colores a los puntos cardinales: el norte era negro, el oeste era blanco, el sur es rojo y el este azul.
Los magiares negros son mencionados en unas pocas fuentes contemporáneas (algunas veces en oposición a los magiares blancos); ninguna de las fuentes se extiende sobre la naturaleza exacta de la relación entre los magiares negros y los húngaros principales, ni su origen ni el significado claro de su nombre.
Se sabe que participaron en algunas campañas militares en Kiev, tras la conquista, resistieron la misión cristiana incluso tras la coronación de Esteban I de Hungría en el año 1000 o en 1001. En 1003, Bruno de Querfurt intentó convertir a los magiares negros, entonces Azzo, el legado del Papa dirigió el trabajo misionero entre ellos, pero estos insistieron en su fe, aunque algunos de ellos fueron cegados.
Alrededor de 1008, el rey Esteban I de Hungría realizó una campaña contra ellos y conquistó sus territorios ("Hungría Negra"). Probablemente erigió la diócesis de  Pécs sobre la región conquistada en 1009.